# Кашина Кримеа (Новара)
Кашина Кримеа је насеље у Италији у округу Новара, региону Пијемонт.
Према процени из 2011. у насељу је живело 10 становника. Насеље се налази на надморској висини од 198 м.